# Phillip Vallentine Tobias
Phillip Vallentine Tobias (Durban, 14 ottobre 1925 – Johannesburg, 7 giugno 2012) è stato un paleontologo e medico sudafricano.

## Biografia
Dopo aver frequentato le scuole secondarie a Bloemfontein e a Durban, nel 1945 divenne esercitatore di Istologia e Fisiologia all'università di Witwatersrand. Conseguì il Bachelor of Science in Istologia e Fisiologia nell'anno accademico 1946-47 e la laurea in Medicina e Chirurgia nel 1950. Fu nominato lettore di anatomia nel 1951, e nel 1953 conseguì il dottorato di ricerca con una tesi dal titolo Chromosomes, Sex-Cells, and Evolution in the Gerbil (Cromosomi, cellule sessuali ed evoluzione nel gerbillo).
Nel 1955 Tobias iniziò la sua attività accademica all'Università di Cambridge, in Inghilterra, dove ricoprì la posizione di senior fellow ospite in antropologia fisica. Successivamente fu senior fellow ospite nelle università del Michigan e di Chicago grazie a una borsa della Fondazione Rockefeller. Finalmente nel 1959 tornò definitivamente all'università di Witwatersrand dove succedette a Raymond Dart come professore e direttore del Dipartimento di Anatomia umana e biologia. Rimase a Witwatersrand per il resto dell'esistenza in quanto di fatto fu attivo anche dopo il pensionamento, avvenuto nel 1993. Nel 1987 gli fu assegnato il Premio Balzan per l'antropologia fisica.
Tobias è stato uno dei più prestigiosi paleoantropologi della seconda metà del XX secolo. Particolarmente importanti sono state le sue ricerche nelle grotte di Sterkfontein, a nord ovest di Johannesburg, dove fra l'altro Tobias portò alla luce il più antico e il più completo degli scheletri di Australopithecus africanus, la specie descritta per la prima volta dal suo maestro Dart. Il contributo più importante di Tobias è probabilmente la definizione di Homo habilis fatta sulla base dei resti rinvenuti negli anni sessanta da Louis e Mary Leakey.

## Opere
- The cranium and maxillary dentition of Australopithecus (Zinjanthropus) Boisei. In: Louis Seymour Bazett Leakey (editor), Olduvai Gorge, Vol. II; with a foreword by Wilfrid Le Gros Clark, Cambridge: at the University press, 1967
- The meaning of race, Johannesburg:  South african institute of race relations, 1972
- in collaborazione con M. Arnold, Man's anatomy: a study in dissection, 3 voll: I: Introduction, thorax and abdomen, II: Head, neck and central nervous system, III: Back and limbs, Johannesburg : Witwatersrand University press, 1977, ISBN 0854944656, ISBN 0854944664, ISBN 0854944672
- Man: the tottering biped : the evolution of his posture, poise and skill, Kensington: CPME, 1982, ISBN 0858232448. Edizione in lingua italiana: Il bipede barcollante: corpo, cervello, evoluzione umana, Torino: Einaudi, 1992, Piccola biblioteca Einaudi n. 575, ISBN 88-06-13007-2
- Dart, Taung and missing link: an essay on the life and work of emeritus professor Raymond Dart, Johannesburg: Witwatersrand university press, 1984, ISBN 0854948015
- Images of humanity: the selected writings of Phillip V. Tobias, Rivonia: Ashanti, 1991, ISBN 1874800235
- Paleo-antropologia, Milano: Jaca book, 1992, ISBN 88-16-43006-0
- Phillip V. Tobias assisted by Kevin L. Kuykendall and Himla Soodyall (eds), Humanity from African naissance to coming millennia: colloquia in human biology and palaeoanthropology, Atti del congresso tenuto a Sun City nel 1998, Firenze: Firenze university press; Johannesburg: Witwatersrand university press, 2001, ISBN 1868143740, ISBN 88-8453-003-2